# Marta Aluchna-Emelianow
Marta Aluchna-Emelianow (* 29. März 1906 in Korolówka; † 26. September 1991 in Lębork) war eine polnische Lyrikerin.

## Leben
Aluchna-Emelianow wuchs zunächst in Korolówka auf und lebte ab 1911 in Jarynówka, Warschau, Serock und schließlich in Pułtusk. Nach dem Erwerb des Abiturs 1923 siedelte sie nach Vilnius um, wo sie als Grundschullehrerin arbeitete. Daneben studierte sie Polonistik an der Stefan-Batory-Universität. Während des Zweiten Weltkrieges verblieb sie zunächst in Vilnius, erhielt jedoch von den litauischen Behörden 1940 ein Lehrverbot. Anschließend gelangte sie 1941 nach Warschau. Dort schloss sie sich der Armia Krajowa an und beteiligte sich am Warschauer Aufstand. Nach dessen Niederschlagung wurde sie für Zwangsarbeit in die Nähe von Berlin deportiert.
Nach dem Zweiten Weltkrieg kehrte sie im Mai 1945 kurzzeitig nach Warschau zurück. Anschließend ging sie nach Olsztyn, wo sie bis 1946 als Lehrerin tätig war. Noch 1946 siedelte sie endgültig nach Słupsk um, wo sie weiterhin als Lehrerin arbeitete und sich der Dichtung widmete. Sie publizierte ihre literarischen Werke seit 1958 bis 1979 in den Zeitschriften Głos Tygodnia, Głos Koszaliński, Wiatraki, Pobrzeże und Głos Pomorza. In den Verband der Polnischen Literaten wurde sie 1962 aufgenommen. Sie ging 1963 in den Ruhestand.
Am 26. September 1991 starb Aluchna-Emelianow im Krankenhaus von Lębork und wurde in Słupsk beigesetzt.

## Werke
- Szukanie kształtu, 1962
- Popiół i proch, 1964
- Wiem i nie wiem. Wybór wierszy, 1968
- Świta dzień, 1975
- Wiersze wybrane (1929–1975), 1978
- Tęsknota za jednoznacznością, 1989
- Wiersze ostatnie, 1995
- Wiersze publikowane i niepublikowane. In: Dom grobów słupskich, Band 5, 1997

## Auszeichnungen
- 1969: Goldenes Verdienstkreuz
- 1976: Offizierskreuz Polonia Restituta